# George Edward Bonsor Saint Martin
Pour l’article homonyme, voir Saint-Martin.
George Edward Bonsor Saint Martin, né à Lille (France) le 30 mars 1855 et mort à Mairena del Alcor (Espagne) le 15 août 1930, est un peintre, archéologue et historien britannique.

## Biographie
Grand défenseur de la protection des sites archéologiques et considéré comme le père de l'archéologie moderne en Espagne, il est à l'origine de la découverte et de l'étude de nombreux sites parmi lesquels la nécropole et l’amphithéâtre de Carmona et les sites de Baelo Claudia dans la Province de Cadix et de Setefilla à Lora del Río.
Né d'un père britannique et d'une mère française, il fait ses études à Tournai, au collège allemand de Moscou, aux lycées d'Albi et de Montauban, à Huddersfield puis aux écoles des Beaux-Arts de Londres et Bruxelles.
Il part en Espagne en 1880, visite l'Andalousie et décide de s'établir à Carmona dans la province de Séville. Il restaure alors le château de Mairena del Alcor et y fonde un musée, résultat des fouilles qu'il dirige de 1885 à 1902 sur des terrains qu'il a achetés avec un pharmacien et un collectionneur, J. Fernandez Lopez. Avec ce dernier, il fonde la Sociedad Arqueologica de Carmona et entre aux académies royales d'Histoire et des Beaux-Arts de San Fernando.
Membre des académies des Beaux-Arts et de l'Histoire de Madrid, il mène des recherches sur les rives du Guadalquivir et s'associe à William Gilchrist Clark Maxwell de l'Université de Cambridge (1890). Ils sont alors rejoints par Arthur Engel pour la campagne d'Alcolea del Rio. Bonsor réalise alors le premier travail d'envergure sur la protohistoire espagnole (1894-1898) qu'il publie dans la Revue archéologique de 1899.
Secrétaire-adjoint, avec Henri Breuil, du XIIe Congrès d'anthropologie et d'archéologie préhistoriques de Paris (1900), il travaille de nouveau avec Engel sur le site d'Osuna (1903-1904). De 1917 à 1921, il participe aux fouilles de Belo-Bolonia, près de Cadix avec Pierre Paris et en 1926-1927, fouille avec Raymond Thouvenot une nécropole protohistorique.
Ses collections, mise en vente à Paris lors de son décès, ont été acquises par l'Hispanic Society de New York.

## Publications
- La nécropole romaine de Carmona, in Revue archéologique XVII, 1891, p. 385-389
- Notas arqueologicas de Carmona, in Revista de Archivos, Bibliotecas y Museos, I, 1897
- Le Musée archéologique de Séville et les ruines d'Italica, Revue archéologique, XXXII, 1898
- Los Dioses de los Alcores
- From Tarshish to the Isles of tin
- La véritable origine de Carmona et les découvertes archéologiques des Alcores
- Carmona y los Castillos de Los Alcores
- The Archeological expedition along the Guadalquivir, 1931
- Sketch book of the Roman Necropolis at Carmona, 1932